# 朽木稙綱 (福知山藩主)
朽木 稙綱（くつき たねつな）は、江戸時代中期の大名。通称は大膳。丹波国福知山藩3代藩主。官位は従五位下・伊予守。福知山藩朽木家4代。

## 略歴
第2代藩主・朽木稙元の長男として誕生した。幼名は吉三郎。
享保5年（1720年）4月25日、第8代将軍・徳川吉宗に拝謁する。享保6年（1721年）12月25日、稙元の死去により家督を継ぐ。享保9年12月、従五位下・伊予守に叙任する。享保11年5月5日に死去。享年17。子がなかったため、跡を叔父の稙治が継いだ。